# モウズイカ属
モウズイカ属 (Verbascum) は、250種ほどを含むゴマノハグサ科の属の一つである。主にヨーロッパとアジアに分布し、地中海地方でもっとも高度に分化している。

## 特徴
多くは二年草もしくは多年草で、まれに一年草や小低木になるものもある。高さは0.5 - 3mになる。成長の初期には地表面でロゼット状に密集した葉を展開し、後に背の高い花茎を立ち上げる。二年生のものは、最初の年はロゼットを展開し、翌年花期になると茎が伸び出す。葉は旋回状に整列し、しばしば毛深くなるが、一部の種は無毛である。花は5弁の放射相称花で、多くの種は黄色だが、オレンジ、赤茶、紫、青、白などの色もある。果実は多数の微小な種子を含む蒴果である。

## 栽培と利用
多くの種がアメリカ合衆国、オーストラリア、ハワイ州に導入されており、一部は野生化している。
2000年以来、より背が低く花のサイズが大きく、より鮮度が長持ちする傾向のあるサザンチャームのような新しく作出された園芸種がいくつか登場した。いくつかはこの属の新しい色もあった。二年草タイプも多年草も、多くは種子から育成される。造園において、モウズイカ属の植物は、乾燥土壌でも長期間花をつけている点や、ほっそりして背の高い形が評価される。
この植物は、喘息や呼吸障害に効果的な薬草として利用されてきた長い歴史がある。この植物の花から製造されるエキスは、中耳炎など耳の感染症の治療に効果的である。ビロードモウズイカは、咽喉炎、咳、肺病に対する薬草として使われていた。この植物が北アメリカに入ったのは近年のことであるが、ネイティブ・アメリカンは高レベルのロテノンを含むこの植物の種子を魚毒として使っていた。
また、毛の多いこの植物の葉を乾燥してランプの芯に入れると、細かい毛に簡単に火がつくので、良い火口になる。茎を油や樹脂に浸して蝋燭や松明としても利用された。

## 日本でみられる主な種
日本にモウズイカ属の野生種は分布していないが、以下の種は園芸種として導入されている。また、ビロードモウズイカやアレチモウズイカは帰化植物にもなっている。
- キバナヒメモウズイカ V. arcturus L. [5]
- モウズイカ V. blattaria L. [5]
- シロバナモウズイカ V. blattaria L. f. erubescens Brügger [5]
- ヒメモウズイカ V. creticum (L.f.) Cav. [5]
- クロバナモウズイカ V. nigrum L. [5]
- ムラサキモウズイカ V. phoeniceum L. [5]
- ビロードモウズイカ V. thapsus L. [5]
- アレチモウズイカ V. virgatum Stokes [5]